# Минимален жизнеспособен продукт
Минимален жизнеспособен продукт (minimum viable product, MVP) е продукт, притежаващ минимален обем функции, които са достатъчни за задоволяване на нуждите на първите потребители. Основната цел на такъв продукт е получаването на обратна връзка за формиране на хипотези за по-нататъшното развитие на продукта.
Акцентирането върху създаването на MVP означава, че разработчиците потенциално избягват продължителна и (в крайна сметка) ненужна работа. Събирането на информация чрез MVP е обикновено по-евтино от разработването на продукт с повече функции. Това позволява да се намалят разходите и рисковете в случай че продуктът не е успешен, което може да се случи, например, поради грешни хипотези. Създаването на MVP е едно от условия за фирми за привличане на инвестиции.
Този термин беше измислен и дефиниран от Франк Робинсън около 2001 г. и популяризиран от Стив Бланк и Ерик Рийс. Също така може да включва провеждане на предварителен анализ на пазара.
Тъй като методът MVP тества потенциален бизнес модел за клиенти, и проверява, как ще реагира пазара, той е особено полезен за нови/начинаещи фирми, които най-вече са загрижени за откриването на потенциални възможности за бизнес, и не се фокусират върху изпълнението на предварително определен изолиран бизнес модел.